# Tiugsa
Tiugsa (en árabe: تيوغزة‎, en lenguas bereberes: ⵜⵉⵡⵖⵣⴰ, en francés: Tioughza) es un municipio marroquí en la región Guelmim-Río Noun. Desde 1934 hasta 1969 perteneció al territorio español de Ifni.